# Альдо Асколі
Альдо Асколі (італ. Aldo Ascoli, 14 вересня 1882, Анкона - 9 червня 1959, Рим) — італійський адмірал.

## Біографія
Альдо Асколі народився 14 вересня 1882 року в Анконі. У 1900 році вступив до Військово-морської академії в Ліворно, яку закінчив у 1904 році у званні гардемарина. У 1906 році отримав звання молодшого лейтенанта. Ніс службу на борту броненосця «Січілія», на борту якого у грудні 1908 року брав участь у рятувальній операції після Мессінского землетрусу.
Під час італійсько-турецької війни служив на броненосці «Ре Умберто». Брав участь у десантних операціях поблизу Триполі, за що був нагороджений бронзовою медаллю «За військову доблесть». У 1912 році отримав звання лейтенанта.
З початком Першої світової війни Альдо Асколі був переведений на броненосний крейсер «Веттор Пізані». Ніс службу на його борту до 1916 року, після чого очолив батальйон морської піхоти, який брав участь у бойових діях на італійсько-австро-угорському фронті. ЗА участь у бойових діях протягом Першої світової війни був нагороджений трьома срібними та другою бронзовою медаллю «За військову доблесть». 16 вересня 1918 року отримав звання капітана III рангу.
Після закінчення війни ніс службу на кораблях. У 1923 році був призначений керівником департаменту артилерії у Військово-морському командуванні у Венеції. У 1925 році отримав звання капітана II рангу, у 1930 році — капітана I рангу.
Протягом 1932-1934 років командував крейсером «Джованні делле Банде Нере», а також був начальником штабу 2-ї морської дивізії.
У 1935 році призначений начальником штабу Військово-морського командування в Таранто.
У 1936 році Альдо Асколі отримав звання контрадмірала і був призначений командувачем угруповання флоту в Массауа в Італійській Східній Африці, де брав участь у Другій італо-ефіопській війні. Після повернення до Італії був призначений командувачем Військово-морського Арсеналу в Таранто.
1 січня 1938 року  отримав звання дивізійного адмірала і призначений командувачем на італійських островах Егейського моря.
1 грудня 1938 року Альдо Асколі, як і його брат, генерал Етторе Асколі, як особи єврейського походження, були звільнені зі служби відповідно до фашистських расових законів.
Після капітуляції Італії 8 вересня 1943 року Альдо Асколі на риболовному траулері зміг дістатись з Пескари, яка була у зоні німецької окупації, до Барі та запропонував свої послуги уряду П'єтро Бадольйо. Був знову прийнятий на військову службу, переведений в Таранто і призначений начальником портових служб Італії. Перебував на цій посаді до 14 січня 1946 року, після чого переведений в запас. У 1952 році вийшов у відставку. 
Помер у Римі 9 червня 1959 року.

## Нагороди
- Срібна медаль «За військову доблесть» (нагороджений тричі)
- Бронзова медаль «За військову доблесть» (нагороджений двічі)
- Хрест «За військові заслуги»
- Командор Ордена Корони Італії
- Великий офіцер Ордена Корони Італії
- Командор Колоніального ордена Зірки Італії
- Пам'ятна медаль італійсько-турецької війни 1911—1912
- Пам'ятна медаль Італо-австрійської війни 1915—1918 з чотирма зірками
- Медаль Перемоги
- Маврикіанська медаль заслуг за 10 п'ятиліть бездоганної військової кар'єри
- Медаль «В пам'ять об'єднання Італії»
- Пам'ятна медаль «За військові дії у Східній Африці»
- Пам'ятна медаль визвольної війни
- Почесна медаль за довголітнє судноводіння
- Пам'ятна медаль за участь у рятувальній операції під час Мессінського землетрусу